# Zaozhuang
Zaozhuang is een stad in de gelijknamige prefectuur in het zuiden van de noordoostelijke provincie Shandong, Volksrepubliek China. Zaozhuang grenst in het noorden aan Jining, in het oosten aan Linyi en in het zuiden aan de provincie Jiangsu.
Bij de volkstelling van 2020 had de stad 1.349,883 inwoners, de gehele prefectuur had 3.855,601 inwoners.
Ook de grote stad Tengzhou ligt in de prefectuur Zaozhuang.